# الكاف الأخضر

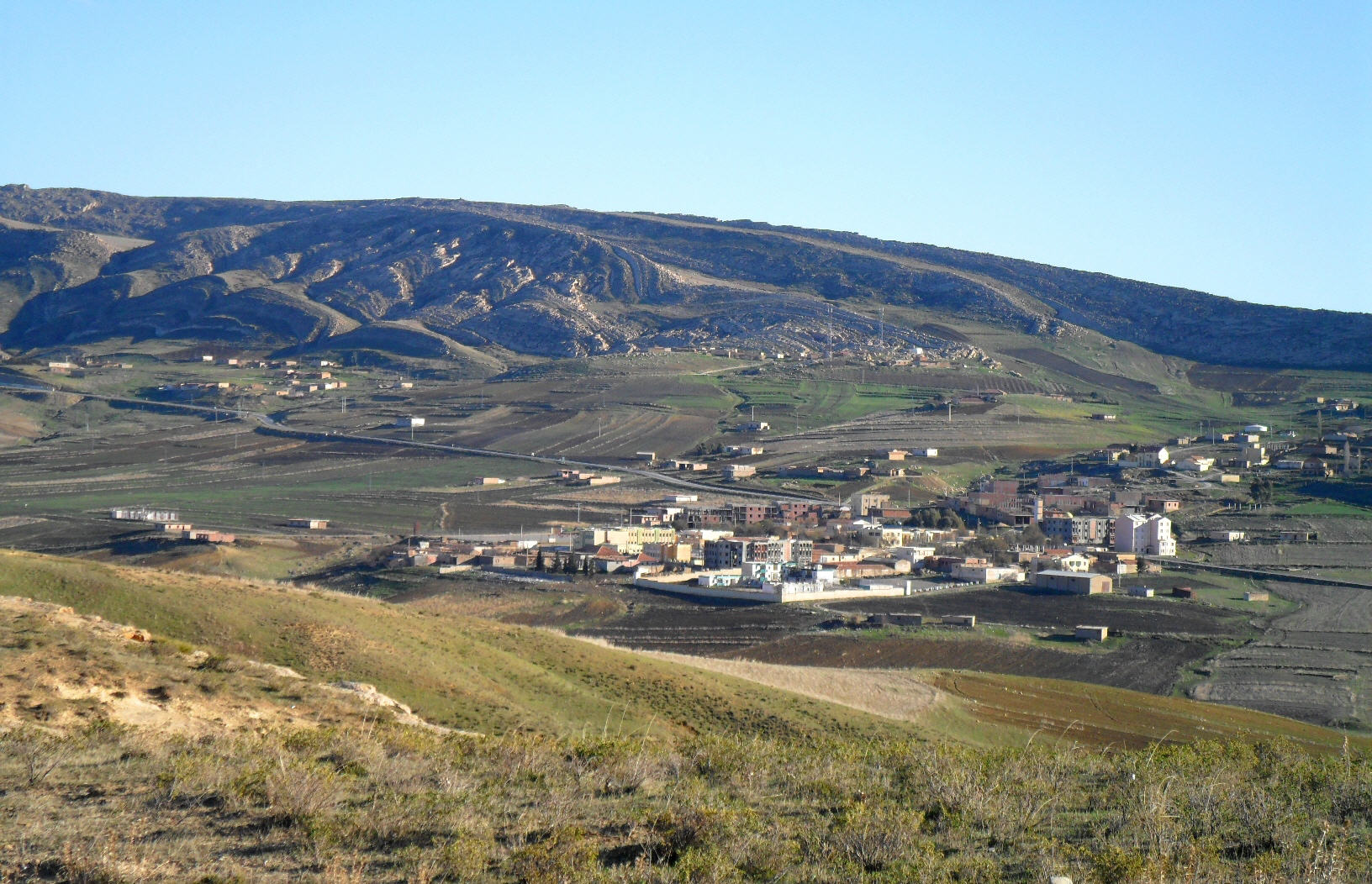
منظر بانورامي للكاف الأخضر

الكاف الأخضر، بلدية بدائرة عين بوسيف ولاية المدية الجزائرية.
تنسب لجبل الكاف الأخضر الذي يمتد من شلالة العذاورة شرقا إلى الربعية غربا والذي يعرف تاريخيا باسم تيطري